# نيكول رينير
نيكول رينير مواليد 13 يونيو 1990 في ستانس، هي لاعبة كرة مضرب سويسرية سابقة بدأت مسيرتها كمحترفة سنة 2006، اعتزلت اللعب في 2010. أعلى تصنيف لها في الفردي كان 265. أعلى تصنيف لها في الزوجي كان 321.

## النهائيات

### الفردي (4–2)
| الحصيلة | الرقم | التاريخ        | الدورة                | الأرضية | المنافس             | النتيجة       |
| ------- | ----- | -------------- | --------------------- | ------- | ------------------- | ------------- |
| الفوز   | 1.    | 14 مايو 2007   | باليكبابان، إندونيسيا | صلبة    | ساندي جوموليا       | 4–6, 6–3, 7–5 |
| الفوز   | 2.    | 12 نوفمبر 2007 | مانيلا، الفلبين       | ترابية  | تشانغ كاي تشن       | 6–3, 6–2      |
| الفوز   | 3.    | 19 نوفمبر 2007 | مانيلا، الفلبين       | ترابية  | فلادا إكشيباروفا    | 4–6, 6–3, 6–4 |
| الوصافة | 1.    | 14 يناير 2008  | شتوتغارت، ألمانيا     | صلبة    | رينيه راينهارد      | 6–2, 4–6, 4–6 |
| الفوز   | 4.    | 25 أغسطس 2008  | بورتشاتش، النمسا      | ترابية  | إريس خانا           | 6–2, 6–4      |
| الوصافة | 2.    | 4 مايو 2009    | إبسويتش، أستراليا     | ترابية  | أناستازيا روديونوفا | 4–6, 5–7      |

## روابط خارجية
- نيكول رينير على موقع رابطة محترفات التنس (الإنجليزية)
- نيكول رينير على موقع الاتحاد الدولي لكرة المضرب (الإنجليزية)
- نيكول رينير على موقع كأس بيلي جين كينغ (الإنجليزية)
- نيكول رينير على موقع خلاصة التنس.كوم (الإنجليزية)